# 마카비 텔아비브 BC
마카비 텔아비브 BC(히브리어: מ.כ. מכבי תל אביב)는 이스라엘 텔아비브를 연고로 하는 프로농구단이다.

## 같이 보기
- 마카비 텔아비브
- 마카비 텔아비브 FC